# Olympus E-1

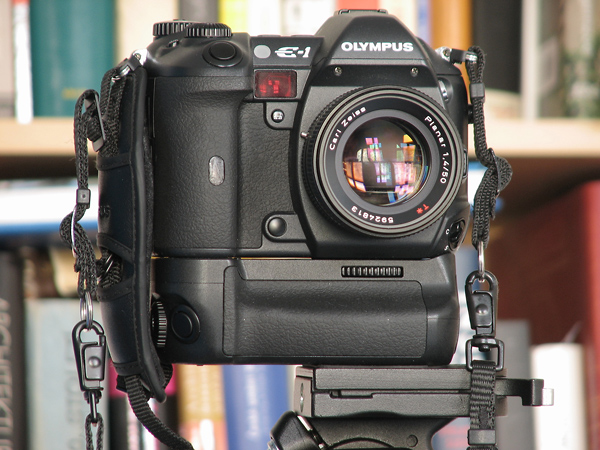
E-1 s nasazeným standardním objektivem Carl Zeiss 1,4/50 Planar, vyráběným pro bajonet Yashica/Contax (ostření na nekonečno je možné)

Olympus E-1 byl představen 24. června 2003 (legendární Olympus C-8080WZ - 12. ledna 2004) společně s několika objektivy (14-54/2,8-3,5 50-200/2,8-3,5 50/2Macro 300/2,8 EX 1,4) a bleskem FL-50. Olympus nazval typovou řadu E-system a začal tak novou kapitolu se standardem Fourthirds (viz odkazy na oficiální prezentace). Výhodou měl být ideální formát snímače v poměru stran 4:3 s poloviční úhlopříčkou oproti 35mm filmu. Tento koncept těží z kratších teleobjektivů, naopak širokoúhlejší objektivy je složitější konstruovat už od ohniska cca 35mm, což představuje na E-1 mírný teleobjektiv(70mm ekv.) ! Přesto Olympus dokázal zkonstruovat kompletní řadu transfokátorů a pevných objektivů, které mají vynikající reputaci mezi laickou i odbornou veřejností. 
Postupně byla uváděna další těla:
E-300 ( podzim 2004, Kodak CCD ), E-500 ( podzim 2005, Kodak CCD ), E-330 ( jaro 2006, Matsushita NMOS ), E-400 ( podzim 2006, Kodak CCD ), E-410 & E-510 ( jaro 2007, Matsushita NMOS ), E-3 ( podzim 2007, Matsushita NMOS )/ nástupce E-1, E-420 a E-520, E-30, E-620 a E-600, E-5 ( podzim 2010, Matsushita NMOS )který se stal(dosud /01-2012) posledním modelem standardu Fourthirds.
A další objektivy (stav 12/2007): (s proměnnou ohniskovou vzdáleností)7-14/4 11-22/2,8-3,5 12-60(SWD) 14-35/2(SWD) 14-45/3,5-5,6 14-42/3,5-5,6 17,5-45/3,5-5,6 18-180/3,5-6,3 35-100/2 45-150/3,5-4,5 40-150/3,5-5,6 50-200/2,8-3,5(SWD) 70-300/4-5,6 90-250/2,8 (s pevným ohniskem) 8/3,5 fisheye 35/3,5 Macro 150/2 300/2,8
Blesky FL-20 FL-36(R) FL-50(R)a další jiné příslušenství - viz prezentace výrobce
Tělo E-1 bylo vyrobeno z kovové slitiny (vlhko a prachotěsné), bez interního blesku. Hledáček tvořil skleněný hranol (zobr. 100%, zvětšení x0.96, eye point 20 mm, d.kor.-3.0 až +1.0), měl vnitřní clonu pro dlouhé expozice. Snímač CCD s aktivní plochou 17.3-13.0mm pocházel z dílen Eastman Kodak (partnera Olympusu) a nabízel rozlišení 5Mpix s rozsahem citlivosti ISO 100-800(1600-3200 boost) rozsah závěrky 1/4000-60s Bulb 8min.. úplná specifikace je k dispozici na stránkách výrobce.
Olympus nasadil od počátku vysoké ceny a E-systém byl přijat velmi vlažně a rozhodně nezpůsobil hromadný přechod fotografů jiných značek k Olympusu. Poslední kusy E-1ček byly rozprodány v masivních doprodejích za ztrátové ceny na podzim 2006(a s amatérskými objektivy ZD 14-45/3,5-5,6 často také v setu s battery gripem)/ v USA na jaře 2007 jako samostatná těla za cca 400 USD. Jako jeden z mála precizně konstruovaných fotoaparátů se tak nakonec dostal do rukou lidem, kteří by o koupi těla této kategorie ani neuvažovali (přístroj nemá automatické režimy apod.).. 
Olympus E-1 se stal i přes některé významné výkonové slabiny (tříbodové ostření, pomalé sériové snímání, dynamický rozsah a především digitální šum nad základní citlivostí ISO 100) jednou z mála všeobecně přijatých klasik v digitální fotografii a má mnoho skalních příznivců. Vynikající bylo především dílenské zpracování a ergonomie - tedy ovladatelnost a držení se středně těžkými a těžkými objektivy profesionální řady a specifická obrazová kvalita na citlivostech ISO100-200 se specifickou barevnou paletou Olympusu..
Podobného uznání dosáhla například Minolta Dynax 7D, která je svými příznivci označována jako nejlepší tělo digitální zrcadlovky vůbec (myšleno ergonomií a zpracováním). (Sony Alpha je současným pokračovatelem SLR odkazu zaniklé fotodivize Minolty)